# 가슴세로칸
가슴세로칸(mediastinum; 중세 라틴어에서 중간midway을 의미하는 mediastinus에서 유래) 또는 종격 또는 세로칸 또는 종격동(縱隔洞)은 가슴안의 가운데 부분이다. 성긴결합조직으로 둘러싸여 있으며 심장과 주변의 혈관, 식도, 기관, 가로막신경과 심장신경, 가슴림프관, 가슴샘과 가슴 가운데 부위의 림프절 등의 여러 구조물들을 포함하고 있는 공간이다.

## 해부학

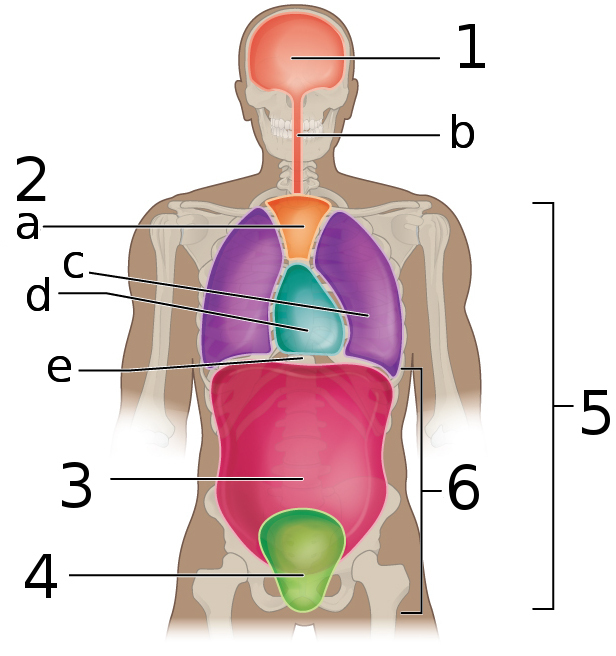
앞쪽에서 본 가슴세로칸. 위세로칸은 'a'로, 아래세로칸의 일부인 심장막안은 'd'로 표시되어 있다.

가슴세로칸은 가슴에 놓여 있으며 오른쪽과 왼쪽은 가슴막에 의해 닫혀 있다. 앞쪽에는 가슴벽이, 양쪽에는 폐가, 뒤쪽에는 척추가 가슴세로칸을 둘러싸고 있다. 앞으로는 복장뼈에서 뒤로는 척주까지 이른다. 가슴세로칸은 폐를 제외한 가슴의 모든 장기를 포함하고 있다. 목의 성긴결합조직에서 연속된다.
가슴세로칸은 위쪽(upper, superior)과 아래쪽(lower, inferior) 부분으로 나눌 수 있다.
- 위세로칸 또는 상종격동은 위가슴문에서 시작하여 복장뼈각 높이에서 끝난다.

- 아래세로칸 또는 하종격동은 위세로칸이 끝나는 높이에서 시작하여 가로막에서 끝난다. 아래세로칸은 심장막을 기준으로 하여 다시 세 부위로 나누어진다. 앞세로칸 또는 전종격동(anterior mediastinum)은 심장막 앞쪽, 중간세로칸 또는 중종격동(middle mediastinum)은 심장막과 그 안 구조물, 뒤세로칸 또는 후종격동(posterior mediastinum)은 심장막 뒤쪽의 공간을 나타낸다.[7]

해부학자, 외과의사, 임상 방사선사 등은 가슴세로칸의 구획을 다르게 설정한다. 예를 들어 펠슨(Felson)의 방사선학 도식에서는 가슴세로칸을 오직 세 구획(앞, 중간, 뒤)으로만 나누며 심장은 중간세로칸의 일부로 간주한다.

### 복장뼈각 높이
복장뼈각과 등뼈 T4, T5 척추사이원반을 잇는 가상의 평면을 transverse thoracic plane, 또는 thoracic plane, plane of Louis or plane of Ludwig이라고 한다. 이 평면이 위세로칸과 아래세로칸을 나누는 가상의 기준면이 된다.
다수의 중요한 해부학적 구조가 복장뼈각 높이에 존재하며 구조의 변화도 여럿 일어난다. 예시는 다음과 같다.
- 기관이 오른쪽과 왼쪽 주기관지로 갈라지는 지점인 기관갈림.
- 왼쪽 되돌이후두신경이 왼쪽 미주신경에서 갈라져 나와 아래로 주행해 위쪽에는 대동맥활, 아래쪽에는 허파동맥을 사이에 두고 동맥관인대 아래쪽을 감고 다시 위로 올라가기 시작한다.
- 홀정맥은 오른쪽 주기관지를 타고 넘어가 위대정맥으로 합류한다.
- 가슴림프관이 식도 뒤쪽에서 오른쪽에서 왼쪽으로 정중선을 가로지른다.
- 기관앞근막과 척주앞근막의 끝.

### 위세로칸
위세로칸의 경계는 다음과 같다.
- 위쪽 경계 - 가슴의 위쪽에서 열리는 부분인 위가슴문
- 아래쪽 경계 - 복장뼈각과 T4 등뼈를 잇는 가상의 평면
- 가쪽 경계 - 가슴막
- 앞쪽 경계 - 복장뼈의 자루
- 뒤쪽 경계 - T1~T4의 척추뼈몸통

내용물
- 근육
  - 복장목뿔근과 복장방패근의 이는곳.
  - 목긴근의 아래쪽 끝
- 동맥
  - 대동맥활
  - 팔머리동맥

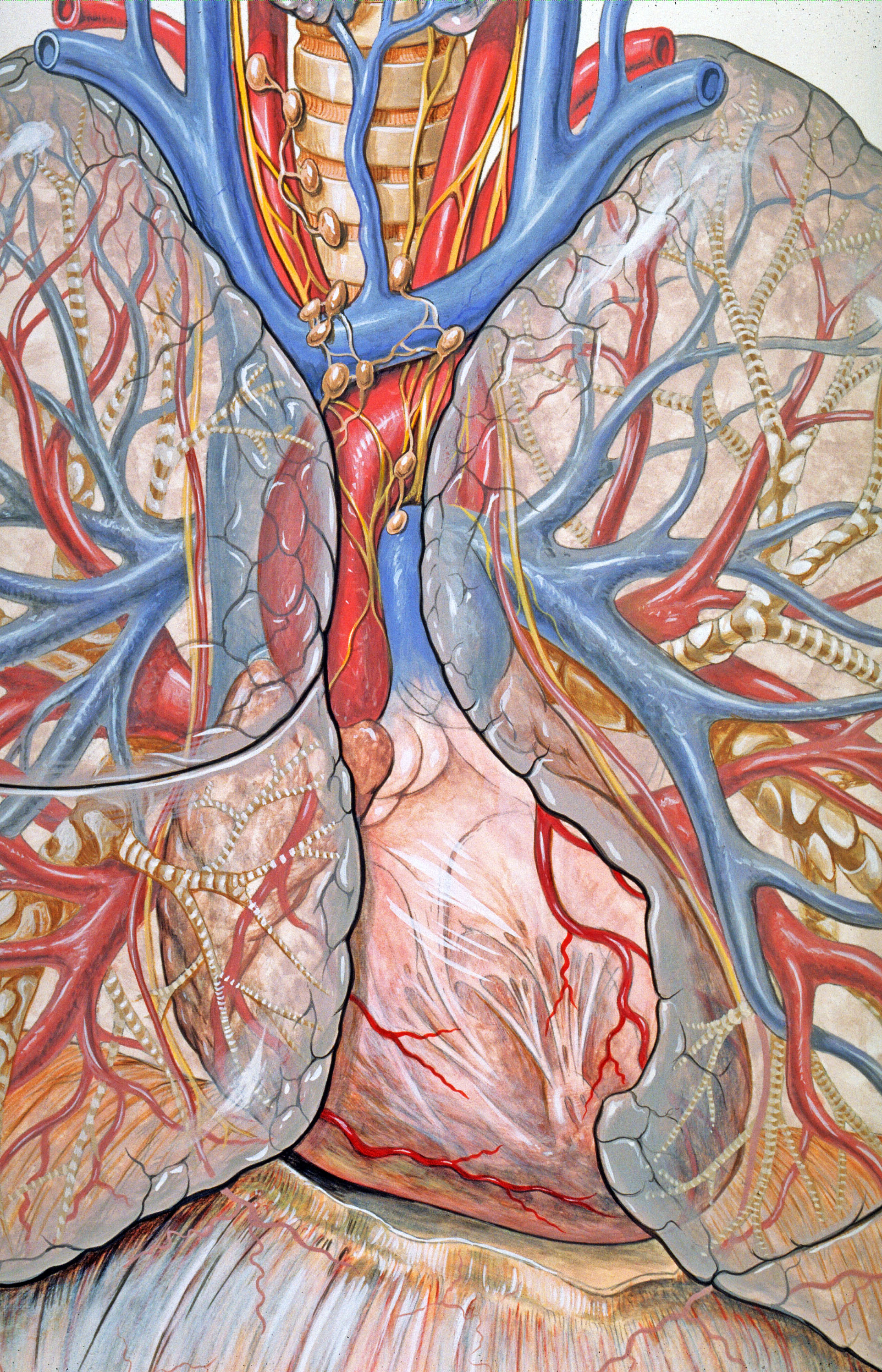
가슴세로칸의 해부학.

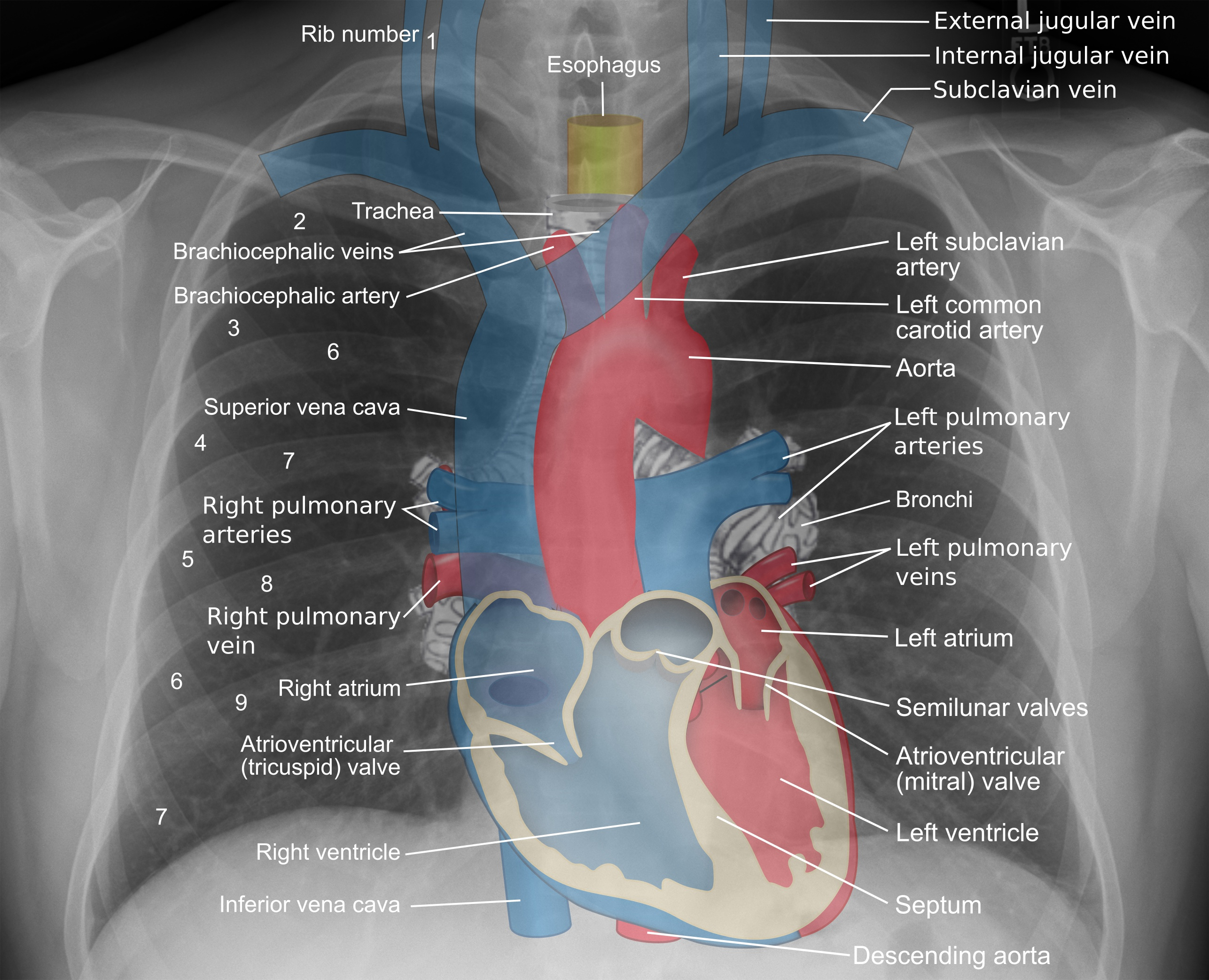
흉부 X선상에서 보이는 가슴세로칸의 일부 구조물들.

  - 왼쪽 온목동맥과 왼쪽 빗장밑동맥의 가슴 부분
- 정맥
  - 팔머리정맥
  - 위대정맥의 위쪽 절반
  - 왼쪽 맨위갈비사이정맥
- 신경
  - 미주신경
  - 심장신경
  - 심장신경얼기
  - 가로막신경
  - 왼쪽 되돌이후두신경
- 기관옆림프절, 기관기관지림프절과 기관
- 식도
- 가슴림프관
- 가슴샘
- 일부 림프절
- 앞세로인대

### 아래세로칸
앞세로칸
경계는 다음과 같다.
- 가쪽 경계 - 가슴막
- 뒤쪽 경계 - 심장막[5]
- 앞쪽 경계 - 복장뼈,[5] 왼쪽 가로가슴근과 다섯째, 여섯째, 일곱째 왼쪽 갈비연골

내용물
- 다량의 성긴결합조직
- 간의 볼록한 면에서 올라오는 몇몇 림프관
- 두세 개의 앞세로칸 림프절
- 속가슴동맥의 작은 세로칸가지들
- 가슴샘
- 위·아래 복장심장막인대

중간세로칸
경계는 심장막에 의해 지어진다. 심장막에는 생명 유지에 중요한 기관들이 들어 있으며 장막심장막과 섬유심장막으로 나뉜다.
내용물
- 심장막 안에 존재하는 심장
- 오름대동맥
- 위대정맥의 아래쪽 절반, 홀정맥이 여기로 합류한다.
- 기관용골과 두 기관지
- 허파동맥이 두 가지로 갈라진다.
- 오른쪽·왼쪽 허파정맥
- 가로막신경
- 약간의 기관지 림프절
- 심장가로막동맥·정맥

뒤세로칸
경계는 다음과 같다.
- 앞쪽 경계 - 기관용골, 허파동맥과 정맥, 섬유심장막, 가로막의 뒤쪽 기울어진 면
- 아래쪽 경계 - 가로막의 가슴쪽 면
- 위쪽 경계 - 복장뼈각 높이의 가상의 평면
- 뒤쪽 경계 - T5 아래쪽 경계부터 T12까지 등뼈의 몸통[5]
- 가쪽 경계 - 양쪽 세로칸가슴막

내용물
- 동맥
  - 가슴대동맥(내림대동맥의 가슴부분)
- 정맥
  - 홀정맥
  - 반홀정맥, 덧반홀정맥
- 신경
  - 미주신경
  - 내장신경
  - 교감신경줄기
- 식도
- 가슴림프관
- 몇몇 림프절

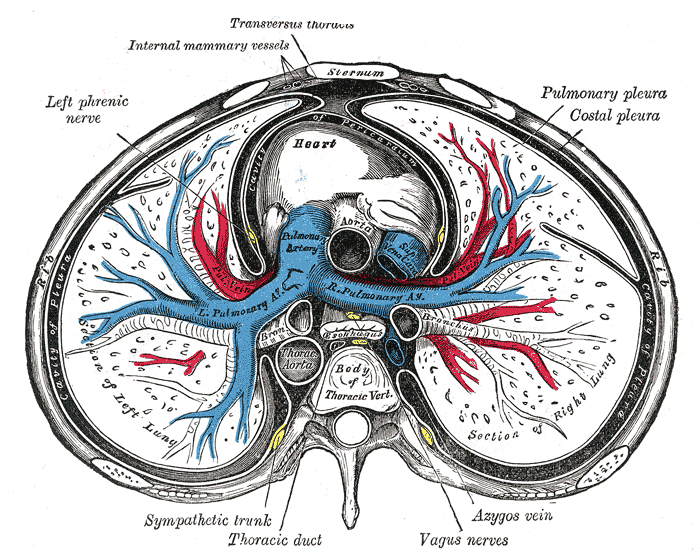
가슴의 가로 단면. 중간세로칸과 뒤세로칸의 구조물들이 보인다.

## 임상적 중요성

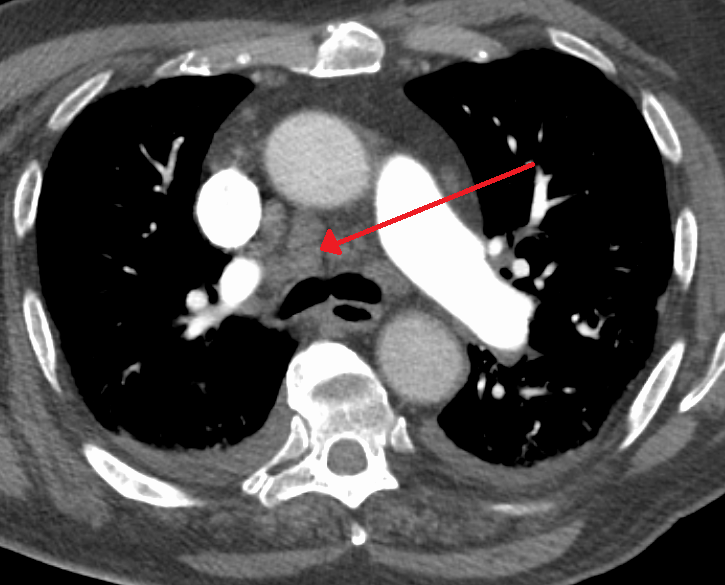
가슴세로칸의 샘병증.

가슴세로칸에서 다양한 세로칸종양이 발생할 수 있다.
- 앞세로칸: 복장뼈밑 갑상샘종, 림프종, 가슴샘종, 기형종.
- 중간세로칸: 림프절종, 폐에서 유래한 소세포암과 같은 전이 질환.
- 뒤세로칸: 신경성 종양. 말이집에서 유래한 경우(대개 양성)와 그 외 다른 곳에서 유래한 경우(대개 악성)로 나뉜다.

세로칸염은 가슴세로칸의 조직에 발생하는 염증이다. 보통 세균성이며 가슴세로칸에 위치한 장기들이 파열되어 생긴다. 감염이 빠르게 진행할 수 있으므로 세로칸염은 심각한 상태이다.
세로칸기종은 가슴세로칸에 공기가 들어가 있는 상태로, 치료하지 않은 상태로 방치할 경우 기흉, 기복증, 공기심장막증 등으로 이어질 수 있다. 그러나 항상 이런 상태들로 발전하는 것은 아니며 종종 반대로 기흉 등의 상태가 세로칸기종의 원인이 되기도 한다. 자주 동반하는 질환으로 식도 파열의 한 형태인 부르하버 증후군(Boerhaave syndrome)이 있다.

### 확장
세로칸확장(widened mediastinum, mediastinal widening) 또는 종격동확장은 가슴세로칸이 기립 PA 흉부 X선에서 너비 6cm 이상 또는 앙와위 AP 흉부 X선에서 8cm 이상으로 나타나는 경우를 말한다.
세로칸확장은 여러 병리를 나타내는 소견일 수 있다.
- 대동맥류[15]
- 대동맥 박리[16]
- 대동맥 펴짐(영어판)
- 대동맥 파열
- 림프절문의 림프절병증
- 탄저균 흡입 - 2001년 탄저균에 감염된 10명의 환자들 중 7명에서 세로칸확장이 발견되었다.[17]
- 식도 파열 - 세로칸기종과 심장막삼출에서 주로 나타나며, 주로 수용성 삼킴 조영제로 진단된다.
- 세로칸 종괴
- 세로칸염
- 심장눌림증[18]
- 심장막삼출
- 외상으로 인한 등뼈 골절

## 참고 문헌
이 문서는 현재 퍼블릭 도메인에 속하는 그레이 해부학 제20판(1918) page 1090의 내용을 기초로 작성된 글이 포함되어 있습니다.
1. ↑  https://www.unifr.ch/ifaa/Public/EntryPage/TA98%20Tree/Alpha/All%20KWIC%20W%20LA.htm
2. ↑  대한해부학회 의학용어 사전, 대한의협 의학용어 사전 https://www.kmle.co.kr/search.php?Search=mediastinum&EbookTerminology=YES&DictAll=YES&DictAbbreviationAll=YES&DictDefAll=YES&DictNownuri=YES&DictWordNet=YES
3. ↑  “Mediastinum dictionary definition - mediastinum defined”. 《www.yourdictionary.com》.
4. ↑  Fong, K. M.; Windsor, M.; Bowman, R. V.; Duhig, E. (2006년 1월 1일), 〈TUMORS, MALIGNANT Carcinoma, Lymph Node Involvement〉,   Laurent, Geoffrey J.; Shapiro, Steven D., 《Encyclopedia of Respiratory Medicine》 (영어), Oxford: Academic Press, 366–373쪽, doi:10.1016/b0-12-370879-6/00407-5, ISBN 978-0-12-370879-3, 2020년 11월 17일에 확인함
5. 1 2 3 4 5 6  Ng, Wai-Kuen (2008년 1월 1일),  Bibbo, Marluce; Wilbur, David, 편집., “CHAPTER 26 - Mediastinum”, 《Comprehensive Cytopathology (Third Edition)》 (영어) (Edinburgh: W.B. Saunders), 773–809쪽, ISBN 978-1-4160-4208-2, 2020년 11월 17일에 확인함
6. ↑  Cheng, Guang-Shing; Varghese, Thomas K.; Park, David R. (2016년 1월 1일),  Broaddus, V. Courtney; Mason, Robert J.; Ernst, Joel D.; King, Talmadge E., 편집., “83 - Mediastinal Tumors and Cysts”, 《Murray and Nadel's Textbook of Respiratory Medicine (Sixth Edition)》 (영어) (Philadelphia: W.B. Saunders), 1478–1495.e38쪽, doi:10.1016/b978-1-4557-3383-5.00083-x, ISBN 978-1-4557-3383-5, 2020년 11월 17일에 확인함
7. ↑  Breul, Rainer (2012), “The deeper fasciae of the neck and ventral torso”, 《Fascia: The Tensional Network of the Human Body》 (영어) (Elsevier), 45–52쪽, doi:10.1016/b978-0-7020-3425-1.00041-6, ISBN 978-0-7020-3425-1, 2020년 11월 17일에 확인함
8. ↑  Goodman, Lawrence (1999). 《Felson's Principles of Chest Roentgenology》.
9. 1 2  Thoracic Wall, Pleura, and Pericardium – Dissector Answers 보관됨 2012-09-01 - 웨이백 머신
10. 1 2  “Cell Biology and Anatomy - School of Medicine - University of South Carolina”. 《dba.med.sc.edu》. 2006년 9월 5일에 원본 문서에서 보존된 문서. 2022년 5월 19일에 확인함.
11. 1 2  “UAMS Department of Neurobiology and Developmental Sciences - Topographical Anatomy of the Thorax”. 《anatomy.uams.edu》. 2004년 8월 17일에 원본 문서에서 보존된 문서. 2022년 5월 19일에 확인함.
12. ↑  D'Souza, Donna. “Thoracic aortic injury”. 《radiopaedia.org》.
13. ↑  Geusens; Pans, S.; Prinsloo, J.; Fourneau, I. (2005). “The widened mediastinum in trauma patients”. 《European Journal of Emergency Medicine》 12 (4): 179–184. doi:10.1097/00063110-200508000-00006. PMID 16034263.
14. ↑  Richardson; Wilson, M. E.; Miller, F. B. (1990). “The widened mediastinum. Diagnostic and therapeutic priorities”. 《Annals of Surgery》 211 (6): 731–736; discussion 736–7. doi:10.1097/00000658-199006000-00012. PMC 1358125. PMID 2357135.
15. ↑  Chandra S, Laor YG (April 1975). “Lung scan and wide mediastinum”. 《J. Nucl. Med.》 16 (4): 324–5. PMID 1113190.
16. ↑  von Kodolitsch Y, Nienaber C, Dieckmann C, Schwartz A, Hofmann T, Brekenfeld C, Nicolas V, Berger J, Meinertz T (2004). “Chest radiography for the diagnosis of acute aortic syndrome”. 《Am J Med》 116 (2): 73–7. doi:10.1016/j.amjmed.2003.08.030. PMID 14715319.
17. ↑  Jernigan JA, Stephens DS, Ashford DA,  외. (2001). “Bioterrorism-related inhalational anthrax: the first 10 cases reported in the United States”. 《Emerging Infect. Dis.》 7 (6): 933–44. doi:10.3201/eid0706.010604. PMC 2631903. PMID 11747719.
18. ↑  Gideon P. Naudé; Fred S. Bongard; Demetrios Demetriades (2003). 《Trauma secrets》. Elsevier Health Sciences. 95–쪽. ISBN 978-1-56053-506-5. 2010년 4월 19일에 확인함.